# Barlaam von Kalabrien

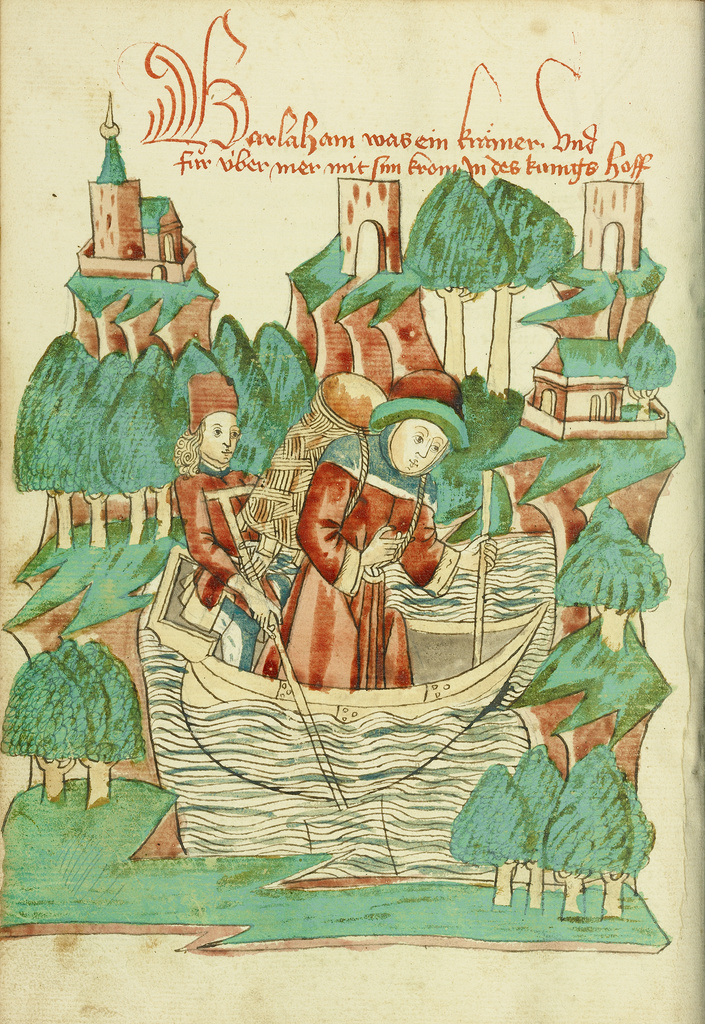
Barlaam mit Schulterpackung überquert einen Fluss von Hans Schilling aus der Werkstatt von Diebold Lauber 1469

Barlaam von Kalabrien (mittelgriechisch Βαρλαὰμ Καλαβρός, * um 1290 in Seminara, Kalabrien; † 1348 in Avignon) war ein süditalienischer Kleriker und Gelehrter, der im 14. Jahrhundert wirkte. Er spielte kurzzeitig eine bedeutende Rolle in der Kirchenpolitik des Byzantinischen Reiches sowie in der orthodoxen Theologie, fiel jedoch im Streit um die Hesychasten beim byzantinischen Kaiser in Ungnade. Später wurde er Bischof von Gerace in Süditalien.

## Leben
Barlaam wurde in Seminara im süditalienischen Kalabrien geboren, wo er in einem griechisch-orthodoxen Umfeld aufwuchs. Schon in jungen Jahren wurde er Mönch im Basilianerkloster S. Elia in Galatro, wo er sich eine umfangreiche Bildung aneignete. Er studierte die griechische und die lateinische Sprache ebenso wie die antike Philosophie (besonders Platon und Aristoteles) und die Strömungen der Scholastik (Thomas von Aquin, Johannes Duns Scotus). Er galt schon früh als hervorragender Kenner des Griechischen und unterrichtete unter anderem Dante Alighieri auf diesem Gebiet. Um sein Wissen zu vertiefen, siedelte er nach Ätolien und Thessaloniki über. 
Zwischen 1325 und 1330 begab er sich nach Konstantinopel, wo er den wichtigsten byzantinischen Gelehrten Nikephoros Gregoras herausforderte. Obwohl er in einer öffentlichen Diskussion über Philosophie und Astronomie seinem Gegner unterlag, erwarb er dadurch einen Ruf als Gelehrter und das Vertrauen des byzantinischen Kaisers Andronikos III. So verhandelte er 1334/35 im Auftrag des Kaisers mit den Legaten des Papstes Johannes XXII. Offenbar durch den Verkehr mit den Katholiken angeregt, veröffentlichte er in der Folge eine Reihe theologischer Schriften, in denen er die Westkirche etwa für das Filioque und für den Primat des Papstes kritisierte. Der Kaiser schickte ihn 1339 als Gesandten nach Avignon, wo er mit Papst Benedikt XII. die Überwindung des morgenländischen Schismas verhandelte. Barlaam sollte den Papisten die Einheit der christlichen Kirche in Aussicht stellen und dafür Unterstützung im Kampf gegen die das Byzantinische Reich bedrohenden Türken einfordern. Die Verhandlungen scheiterten jedoch.

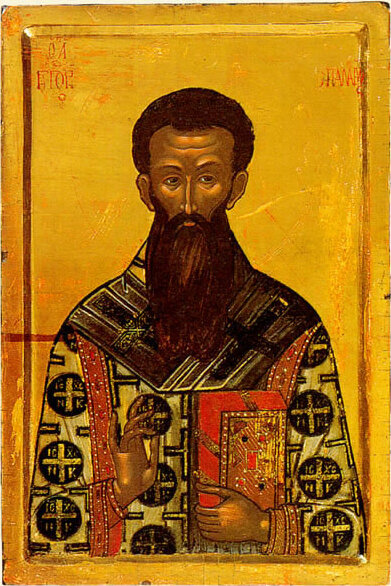
Byzantinische Darstellung des Gregor Palamas

Barlaam spielte in diesem Streit eine sehr zweideutige Rolle, indem er die katholische Kirche in seinen Schriften sowohl lobte als auch kritisierte. Die Legende von der Päpstin Johanna etwa wurde durch die Schriften Barlaams verbreitet. Ansonsten veröffentlichte er viele theologische, philosophische und mathematische Werke sowie ein musiktheoretisches Buch, in dem er die Thesen des Nikephoros Gregoras zur Harmonik des Claudius Ptolemäus widerlegte. Barlaam geriet seit etwa 1336 in einen theologischen Streit mit Gregorios Palamas und den von diesem geführten Hesychasmus, einer mystisch-spirituellen Bewegung, die auf dem Berg Athos entstanden war und sich vor allem durch besondere Bet- und Atemtechniken hervorhob. Palamas war in Barlaams Blickfeld getreten, als er dessen Schriften einer kritischen Lektüre unterzogen und seine Kritik veröffentlicht hatte. Barlaam informierte sich daraufhin über Palamas und die Hesychasten, an deren Gebetsmethoden und Theologie er Anstoß nahm.
Beide Gelehrte veröffentlichten in der Folgezeit Streitschriften gegen den jeweils anderen und dessen Lehre. Barlaams Beiträge zu diesem theologischen Streit sind jedoch nicht erhalten und können nur aus den Werken des Palamas erschlossen werden. Kaiser Andronikos III. neigte der Seite der Hesychasten zu, was spätestens 1341 deutlich wurde: Am 10. Juni des Jahres wurden Barlaams Beschwerden über die Hesychasten auf einer Synode, der der Kaiser vorsaß, offiziell für nichtig erklärt. Barlaam wurde verurteilt und widerrief seine Lehre. Anschließend verließ er Konstantinopel und kehrte in den Westen zurück, wo er zum römischen Katholizismus übertrat.
Beim Papst in Avignon und allgemein im Italien der Renaissance hatte sein nominalistischer Humanismus bessere Chancen. Zunächst als Bibliothekar in Neapel tätig, ging er schon bald nach Avignon, wo er zum Priester geweiht wurde. 1342 ernannte ihn der Papst zum Bischof von Gerace in Kalabrien. Dort pflegte er Kontakte zu Francesco Petrarca, den er unterrichtete, und Paolo da Perugia. 1346/47 kehrte er im Auftrag des Papstes Clemens VI. noch einmal nach Konstantinopel zurück, um erneut über die Kirchenunion zu verhandeln. Die Lage war jedoch ungünstig und Barlaam kehrte nach Avignon zurück, wo er im Juli 1348 verstarb. 1351 fand in Byzanz eine weitere prohesychastische Synode statt, auf der die Gegner des Palamas endgültig verurteilt wurden. Die verbliebenen Anhänger Barlaams wurden exkommuniziert.

## Ausgaben
- Giuseppe Schirò (Hrsg.): Barlaam Calabro, Epistole greche. I primordi episodici e dottrinari delle lotte esicaste. Studio introduttivo e testi a cura di Giuseppe Schirò. Istituto siciliano di studi bizantini e neogreci, Palermo 1954.
- John Sellars, Charles R. Hogg Jr. (Hrsg.): Barlaam of Seminara on Stoic Ethics. Mohr Siebeck, Tübingen 2022, ISBN 978-3-16-159527-1